# Javier Ortiz Estévez
Javier Ortiz Estévez (Sant Sebastià, 24 de gener de 1948 - Madrid, 28 de abril de 2009) va ser un periodista basc.

## Biografia
Va començar la seva activitat periodística als divuit anys en publicacions clandestines durant la dictadura franquista, fet pel qual va ser arrestat en diverses ocasions. Va tenir també divergències amb el Partit Comunista d'Espanya, quan aquest es va negar a manifestar-se per les execucions de Salvador Puig Antich i Heinz Chez, i va militar al Moviment Comunista d'Espanya.
Exiliat a Bordeus i París, va tornar a l'Estat espanyol després de morir Francisco Franco. Va formar part de la Platajunta i va fundar Saida, revista republicana que va ser diverses vegades segrestada per les autoritats, així com els seus membres arrestats. Posteriorment es va unir a el grup fundador de Liberación, diari alternatiu d'esquerres de curta durada, en què va exercir de redactor en cap de la secció de Societat i de cap de tancament. El 1985 va començar a treballar com a redactor en cap de la revista Mar, de l'Instituto Social de la Marina.
Pedro J. Ramírez li va oferir col·laborar en la fundació del diari El Mundo. En va ser redactor en cap, va fundar la redacció de l'edició del País Basc i va ser subdirector i cap d'Opinió en l'edició central. El 2000 va abandonar els seus càrrecs directius en aquest diari, amb el qual a partir de llavors va col·laborar de forma externa amb dues columnes setmanals. Posteriorment, va compaginar la seva tasca com a comentarista a Radio Euskadi i Euskal Telebista amb la direcció de Foca, col·lecció d'assajos polítics de l'editorial Akal. El setembre de 2007 es va incorporar com a columnista al diari Público.
Va morir la matinada del 28 d'abril de 2009 a l'edat de 61 anys. Va deixar escrita la seua pròpia necrologia.

## Obra publicada
- Matrimonio, maldito matrimonio. Manual para novatos, usuarios y reincidentes (Ediciones B, 1991)
- Jamaica o muerte (Akal, 1994)
- El felipismo, de la A a la Z (Espasa, 1996)
- Diario de un resentido social (Talasa, 2001)
- Ibarretxe (La Esfera de los Libros, 2002)
- Repensar la prensa (Editorial Debate, 2002, llibre en col·laboració amb Enrique Gil Calvo i Manuel Revuelta)
- Miradas sobre Euskadi (Alga, 2004)
- Xabier Arzalluz. Así fue (Foca, 2005)
- José K, torturado (Editorial Atrapasueños, 2010)